# Трейделл, Виктория
Виктория Маргерит Трейделл (урождённая Янс, англ. Victoria Marguerite Treadell; род. 1960, Ипох) — британский дипломат. Верховный комиссар Великобритании в Австралии с 1 марта 2019 года. Ранее занимала должности верховного комиссара Великобритании в Малайзии, верховного комиссара Великобритании в Новой Зеландии и Самоа и губернатора Питкэрна.

## Биография

### Ранняя жизнь и образование
Виктория Янс родилась 4 ноября 1959 года в Ипохе, штат Перак, Малайская Федерация (ныне Малайзия). Её мать кантонка, а отец французского-голландского происхождения.

### Дипломатическая карьера
В 1978 году стала работать в министерстве иностранных дел Великобритании. Перед тем, как отправиться в Новую Зеландию, она работала в Пакистане, Индии и Малайзии.
С 2010 по 2014 год Трейделл работала верховным комиссаром Великобритании в Новой Зеландии (первая женщина на этом посту) и губернатором Питкэрна. С октября 2014 по 2019 год она работала Верховным комиссаром Великобритании в Малайзии.
12 февраля 2019 года Трейделл была объявлена новым верховным комиссаром Великобритании в Австралии после Менны Роулингс, заняв этот пост в марте 2019 года.

### Личная жизнь
В 1985 году Виктория Янс вышла замуж за Алана Трейделла.
Из-за её интереса к культуре и искусству с 2014 она была одним из покровителей малайзийских пьес сингапурского театра British Theater Playhouse.

## Награды
В 1989 году была назначена членом Королевского Викторианского ордена после визита Елизаветы II в Малайзию. В церемонии награждения по случаю дня рождения королевы 2010 года стала кавалером Ордена Святых Михаила и Георгия.